# Кисмет (мюзикл)
«Кисмет» (англ. Kismet), также известен как «Kismet: A Musical Arabian Night» («Кисмет: Музыкальная „Тысяча и одна ночь“») — мюзикл по одноимённой пьесе (1911) Эдварда Кноблока. Сценарий был создан Робертом Райтом и Джорджем Форрестом. Музыкальный ряд составили сочинения А. П. Бородина, под которые были подложены новые английские тексты (например, «Stranger in Paradise» — вместо хора Бородина «Улетай на крыльях ветра»), выполнена новая оркестровка и т.п. Написанием либретто занимались сценаристы Чарльз Ледерер и Лютер Дэвис.
Действие происходит в Багдаде во времена «Тысяча и одной ночи». Турецкое слово кисмет означает рок, судьбу, назначенную человеку Аллахом, и широко известно на исламском Востоке. Премьера мюзикла состоялась на Бродвее в 1953 году. Он пользовался огромным успехом. Многие песни впоследствии стали очень известными: «Not Since Nineveh», «Baubles, Bangles, & Beads», «Stranger in Paradise». В настоящее время «Кисмет» менее популярен, в частности, из-за слабого сценария и отсутствия психологической глубины в образах персонажей.
Главные роли в первоначальной постановке исполняли Альфред Дрейк, Доретта Морроу и Ричард Кили.

## Сюжет
Трое нищих устроились неподалёку от мечети и просят подаяние. Они упоминают, что четвёртый из них — Хадж — совершает паломничество в Мекку и потому отсутствует. Вскоре появляется поэт, старающийся продать свои стихи как прохожим, так и нищим, но безуспешно. Он отправляет свою красавицу-дочь Марсину украсть апельсины для утренней трапезы, а сам присоединяется к попрошайкам. Не слушая возражения нищих, он представляется родственником Хаджа. Поэт неожиданно успешен в попрошайничестве — он угрожает проклятиями тем, кто отказывается дать ему подаяние, и вскоре собирает несколько монет. Внезапно поэта похищают бандиты, принявшие его за Хаджа. Оказывается, пятнадцать лет назад Хадж проклял главаря разбойников, что вылилось в исчезновение маленького сына главаря. Теперь тот хочет избавиться от проклятия. Жадный поэт, выступающий теперь под именем Хаджа, обещает снять проклятие за 100 золотых монет.

## Заимствования из произведений Бородина
- «В Средней Азии» (В степях Центральной Азии), симфонический эскиз («Sands of Time»)
- Симфония № 2 си минор «Богатырская» («Fate»)
- «Половецкие пляски» из оперы «Князь Игорь» («Bazaar of Caravans», «Stranger in Paradise», «He’s in Love», «Samaris' Dance»)
- Симфония № 1 ми бемоль мажор («Gesticulate»)
- «Серенада» из Маленькой сюиты («Night of My Nights»)
- Музыка из третьего действия из оперы «Князь Игорь» («The Olive Tree»)
- Ария князя Галицкого из «Князя Игоря» («Zubbediya»)